# Правительство национального согласия (Ливия)
Правительство национального согласия — временное правительство Ливии с декабря 2015 по март 2021 гг. Образовано в соответствии с Ливийским политическим договором, подписанным 17 декабря 2015 года. Сформировано при поддержке Совета безопасности ООН, вместе с Президентским советом, который исполняет должность главы государства. Правительство национального согласия является международно признанным, легитимным правительством Ливии. 31 декабря 2015 года председатель Палаты представителей Агила Салах Иса заявил, что Палата поддерживает новое правительство, но впоследствии отозвал это решение, вступив в конфронтацию с ПНС.
Правительством национального согласия руководил Премьер-министр Фаиз Сарадж. Первое заседание кабинета состоялось 2 января 2016 года в Тунисе. Сарадж, члены Президентского совета и министры приехали в Триполи, столицу Ливии, 30 марта 2016 года.
В Ливии фактически сложилось двоевластие — в городе Тобруке находилось другое правительство оспаривающее легитимность у Правительства национального согласия. В марте 2021 года оба этих правительства передали свои полномочия следующему временному правительству, которое смогло объединить конфликтующие стороны.

## Состав
| Имя                             | Должность                                                    | Начало полномочий | Окончание полномочий | Преемник        |
| ------------------------------- | ------------------------------------------------------------ | ----------------- | -------------------- | --------------- |
| Фаиз Сарадж (Файез Аль-Сарадж)  | Премьер-министр                                              | 5 апреля 2016     | 14 февраля 2021      |                 |
| Ахмед Майтыг                    | Вице-премьер                                                 | 30 марта 2016     | 15 марта 2021        |                 |
| Муса аль-Кони                   | Вице-премьер                                                 | 30 марта 2016     | 2 января 2017        |                 |
| Фати Аль-Миджабри               | Вице-премьер                                                 |                   | март 2021            |                 |
| Фахр Муфта Буферна              | Министр финансов                                             |                   | 30 июня 2016         |                 |
| Джума Абдулла Дрисси            | Министр юстиции                                              |                   | 30 июня 2016         |                 |
| Омар Башир Аль-Тагер            | Министр здравоохранения                                      |                   |                      |                 |
| Аль-Ареф Аль-Хога               | Министр внутренних дел                                       | май 2014          | 15 февраля 2018      | Абдуссалам Ашур |
| Мохаммед Халифа Аль-Аззаби      | Министр образования                                          |                   | март 2021            |                 |
| Мухаммед Тахер Сияла            | Министр иностранных дел                                      | январь 2016       | март 2021            |                 |
| Аль-Магди Аль-Баргати           | Министр обороны                                              | январь 2016       | 29 июля 2018         |                 |
| Аль-Гади Аль-Тагер Аль-Джугайми | Министр планирования                                         |                   | 2 января 2016        |                 |
| Фаида Мансур Эль-Шафи           | Министр социальных дел                                       |                   | март 2021            |                 |
| Абдулмуталеб Ахмед Абу Фарва    | Министр экономики и промышленности                           |                   | 30 июня 2016         |                 |
| Али Галма Мохаммед              | Министр труда                                                |                   | 27 января 2017       |                 |
| Асма Мустафа Уста               | Государственный министр по женским делам и развития          |                   | 15 марта 2021        |                 |
| Муханнад Саид Юнис              | Государственный министр по делам раненых и пропавших         |                   | март 2021            |                 |
| Иман Мохаммед Бен Юнес          | Государственный министр по вопросам институционных реформ    |                   | март 2021            |                 |
| Абделджавад Фарадж Аль-Обайди   | Государственный министр по вопросам национального примирения |                   | 30 июня 2016         |                 |
| Юсеф Абубакр Джалала            | Государственный министр по вопросам беженцев                 |                   | март 2021            |                 |

## История
18 сентября 2015 года стороны конфликта в Ливии достигли соглашения, «преодолев все оставшиеся политические разногласия». Об этом заявил глава Миссии ООН по поддержке в Ливии (МООНПЛ) Бернардино Леона. В течение многих месяцев в дискуссиях в Марокко принимали участие представители основных конфликтующих ливийских сторон — происламистского Всеобщего национального конгресса, который заседает в Триполи, и признанного международным сообществом временного правительства в Тобруке. Генеральный секретарь ООН Пан Ги Мун приветствовал согласование участниками переговоров окончательного проекта политического соглашения, а также списка кандидатов на включение в правительство, руководство которым будет доверено Сараджу.
Соглашение было достигнуто ещё 11 июля по итогам предыдущего раунда межливийского диалога. Подписи под документом «о мире и примирении» поставили эмиссары признанного международным сообществом временного правительства в Тобруке, представители ряда региональных муниципалитетов, ведущих политических партий и организаций гражданского общества страны. Согласно плану, прописанному в соглашении, в Ливии должно быть сформировано правительство национального единства сроком на год, которое возглавит премьер-министр и два его заместителя. Функции законодательного органа будет выполнять Палата представителей.
9 октября 2015 года было сформировано Правительство национального согласия (единства). Премьер-министром страны был выбран Фаиз Сарадж. Кроме того, были названы имена трех вице-премьеров — Ахмеда Майтига, Фатхи аль-Мажбри и Мусы аль-Кони.
13 декабря в Риме состоялась международная конференция по Ливии. На ней два конфликтующих правительства договорились о намерении 16 декабря подписать мирное соглашение и в течение 40 дней сформировать правительство национального единства.
17 декабря 2015 года в городе Схирате (Марокко) состоялась церемония подписания соглашения по мирному урегулированию и формированию правительства национального единства между сторонами конфликта в Ливии.
В ночь с 5 на 6 апреля 2016 года правительством Нового Всеобщего национального конгресса в Триполи была осуществлена передача власти Правительству национального согласия. Данное решение стало резким поворотом в политике учреждения НВНК, делавшего все возможное для предотвращения прибытия в страну нового главы кабинета Фаиза Сараджа. Таким образом Новый Всеобщий национальный конгресс прекратил полномочия.
После в очередной раз испортившихся отношений между правительствами в Триполи и Тобруке 7 марта 2017 года спикер Палаты представителей Агила Салех Иса призвал к проведению президентских выборов и выборов в законодательные органы власти до февраля 2018 года. После чего Палата проголосовала за приостановку политического диалога и действия Схиратского соглашения. Депутаты отменили прежнее решение от 26 января 2016 года об утверждении этого соглашения и Президентского совета, которым руководит Сарадж.
2 мая 2017 года в столице ОАЭ Абу-Даби состоялась долгожданная встреча между Сараджем и фельдмаршалом Халифой Хафтаром, поддерживаемым «восточным» правительством в Тобруке. До этого они встречались лишь один раз в январе 2016 года. Под давлением ООН, мирового сообщества и арабских соседей главы конфликтующих правительств должны были встретиться в феврале 2017 года в Каире. Встреча, организованная египетским президентом Ас-Сиси, не состоялась, так как в последний момент Хафтар отказался приезжать на переговоры об изменении Схиратского соглашения 2015 года, которое лишает его политического будущего несмотря на то, что Ливийская национальная армия, созданная из остатков армии Каддафи и ряда военизированных организаций, контролирует большую часть страны.
Переговоры в Абу-Даби проходили в закрытом режиме. Участники переговоров опубликовали заявления, где обещали разрядить напряженную обстановку на юге Ливии, вместе бороться с терроризмом и пытаться объединить страну. В заявлении администрации Сараджа говорится, что главной задачей встречи с маршалом Хафтаром были поиски путей "достижения мирного решения ливийского кризиса, также подчеркивалась необходимость сохранения и укрепления достижений Февральской революции, создания единой армии под контролем гражданских лиц, борьбы с терроризмом, снижения эскалации насилия на юге и принятия всех возможных мер по мирной передаче власти. В заявлении восточных властей делается упор на вопросы, связанные с армией, причем, как на ее укрепление, так и на защиту, а также подчеркивается необходимость внесения изменений в Ливийское политическое соглашение. По некоторым данным, стороны договорились провести в начале 2018 года парламентские и президентские выборы. Сам Хафтар при этом не скрывает своих президентских амбиций. Якобы было достигнуто соглашение о сокращении численности Президентского совета с 9 до 3 человек. Одним из них должен быть спикер парламента в Тобруке, то есть Агила Салах Исса; второй — главнокомандующий ливийскими вооруженными силами, а третий — глава Правительства национального единства.
25 июля 2017 года в Париже при посредничестве президента Франции Э. Макрона и спецпосланника ООН по Ливии Х. Саламе состоялась вторая встреча Хафтара и Сараджа. Им удалось договориться об установлении режима прекращения огня, а также о проведении в Ливии общенациональных выборов весной 2018 года. В это же время Италия по просьбе ПНЕ отправила свои военные корабли для поддержки ливийских сил береговой охраны. В Триполи, Тобруке, Бенгази стали собираться люди, призывавшие ПНЕ уйти в отставку.
В апреле 2019 года войска Хафтара, контролирующего к тому моменту 90 % территории Ливии, начали операцию по захвату Триполи, чтобы «очистить город от террористов» — как он назвал Правительство национального единства. Военный совет «революционеров» Мисураты объявил о готовности противостоять «зловещему наступлению» — полевые командиры, которые формально подчиняются Сараджу, призвали премьера «без промедления» отдать приказы командирам всех подразделений Запада, чтобы сорвать продвижение «мятежного тирана», как они назвали Хафтара, и его попытки стать «правителем» Ливии. 5 апреля министры ПНС бежали в соседний Тунис, объявив мобилизацию правительственных сил. Сарадж заявил о контрнаступлении на позиции ЛНА, назвав операцию «Вулкан гнева». Наступление армии Хафтара началось в преддверии Ливийской национальной конференции, намеченной на 14-16 апреля, в которой должны были принять участие делегаты всех противоборствующих сторон для объединения разрозненных государственных институтов и дальнейшего проведения общенациональных выборов. Конференция не состоялась.